# Hedychridium flavipes
Hedychridium flavipes é uma espécie de insetos himenópteros, mais especificamente de vespas pertencente à família Chrysididae.
A autoridade científica da espécie é Eversmann, tendo sido descrita no ano de 1857.
Trata-se de uma espécie presente no território português.